# New York Yankees (NFL)
I New York Yankees sono stati una squadra professionistica di football americano con sede a New York dal 1926 al 1928. La squadra fu membro della prima incarnazione della American Football League nel 1926 e in seguito passò alla National Football League nel 1927-1928. Le gare casalinghe venivano disputate allo Yankee Stadium. La squadra vide tra le sue file la stella Red Grange nel ruolo di running back.
Gli Yankees e la AFL furono fondati proprio dall'agente di Grange, C.C. Pyle, dopo una disputa contrattuale con George Halas, proprietario della precedente squadra del giocatore, i Chicago Bears. La AFL durò una sola stagione dopo di che gli Yankees furono assorbiti dalla NFL, in cui rimasero due sole stagioni, avendo un rivalità di rilievo con l'altra squadra della città, i New York Giants.

## Giocatori importanti

### Membri della Pro Football Hall of Fame
Quello che segue è l'elenco delle personalità che hanno fatto parte dei New York Yankees che sono state ammesse nella Pro Football Hall of Fame con l'indicazione del ruolo ricoperto nella squadra, il periodo di appartenenza e la data di ammissione (secondo cui è stato ordinato l'elenco).
- Harold "Red" Grange, halfback dal 1926 al 1927, ammesso nel 1963
- Mike Michalske, offensive guard dal 1926 al 1928, ammesso nel 1964
- Ray Flaherty, end dal 1927 al 1928, ammesso nel 1976
- Morris Badgro defensive end dal 1927 al 1928, ammesso nel 1981